# Emily Bisharat
 (décembre 2021).
Emily Bisharat (1913-2004) est une avocate, militante politique et philanthrope jordanienne, connue pour être la première femme avocate du royaume de Jordanie.
Elle créé l'Union des femmes arabes dans les années 1950, se bat pour le droit de vote des femmes en Jordanie, et est active dans les discussions internationales sur les droits des Palestiniens.

## Jeunesse et éducation
Emily Bisharat a deux sœurs, la famille de son père est originaire de la ville de Salt, dans le gouvernorat de Balqa, à 35 kilomètres au nord-ouest d'Amman. En tant que jeune femme, Bisharat veut devenir avocate, mais se heurte à l'opposition de son père au motif que les femmes jordaniennes ne sont pas censées exercer d'autre profession que l'enseignement. Elle fréquente la Ramallah Friends School, puis étudie l'anglais au Collège syro-libanais. Au cours des années 1930, elle travaille comme enseignante.
Les femmes en Jordanie ne sont pas légalement autorisées à hériter d'argent ou de biens, donc lorsque le père de Bisharat décède, il laisse tout son argent à ses neveux au lieu de ses filles. Bisharat économise ses revenus et s'inscrit à la faculté de droit. Elle obtient son diplôme en droit à la London Metropolitan University.

## Carrière

### Droit
Après avoir obtenu son diplôme en droit, Bisharat commence à pratiquer le droit en Jordanie et devient membre de l'Association du barreau de Jordanie (JBA), siégeant à deux reprises à leur conseil. Elle reste active dans les réunions et les élections de l'association jusque tard dans sa vie.

### Activisme politique
Le 17 juin 1954. À l'âge de 41 ans, elle fonde l'Union des femmes arabes (Ittihad al-Mar'ah al-Arabbiyah,,). Lors de la première réunion à laquelle assistent 800 femmes, elle est élue présidente du syndicat. À la fin de 1954, le syndicat présente un mémorandum au Premier ministre de Jordanie, demandant que les femmes soient légalement autorisées à voter et à se présenter aux élections. Au cours des années suivantes, le syndicat s'efforce d'améliorer les taux d'alphabétisation des femmes, se bat pour le droit de vote des femmes en Jordanie et encourage les femmes à exercer pleinement leurs droits politiques,. En 1957, l'Union des femmes arabes est forcée de fermer, en raison de l'introduction de la loi martiale et d'une répression gouvernementale contre les partis politiques et les syndicats.
Emily Bisharat est également profondément préoccupée par les droits du peuple palestinien. Après l'exode palestinien de 1948, elle se rend aux États-Unis pour donner des conférences sur les droits des Palestiniens. Elle écrit des articles pour le magazine Alraed sous le pseudonyme de Bin Al Urdon (Fille de Jordanie).

### Philanthropie
Elle ouvre un orphelinat pour les enfants palestiniens en 1948 et aide à établir la première école d'infirmières jordanienne en 1953. Sa philanthropie est souvent profondément stratégique. Selon l'écrivain et chercheur Suhair Tal, Bisharat sait qu'il est peu probable que la société réponde bien à l'activisme politique d'une femme, et c'est pourquoi elle « transforme ses idées en programmes philanthropiques comme fenêtre d'acceptation sociale ».

## Décès
Bisharat décède en 2004. Elle lègue l'intégralité de sa fortune de 500 000 JD à diverses œuvres caritatives et à l'Église, et fait don de sa bibliothèque, de sa machine à coudre, de son imprimante et de ses lunettes au Sisterhood Is Global Institute (en) (SIGI).